# Austrolimnophila horii
Austrolimnophila horii är en tvåvingeart som först beskrevs av Alexander 1925.  Austrolimnophila horii ingår i släktet Austrolimnophila och familjen småharkrankar. Inga underarter finns listade i Catalogue of Life.